# Louis Sclavis
Louis Sclavis (Lione, 2 febbraio 1954) è un clarinettista e compositore francese.
Suona il clarinetto, il clarinetto basso e il sassofono soprano, proponendo una curiosa miscela di jazz e musica tradizionale di vari paesi.
È anche autore delle colonne sonore dei film Kadosh di Amos Gitai (1999), Ricomincia da oggi di Bertrand Tavernier (1999) e Après lui di Gaël Morel (2007).

## Discografia
- Ad Augusta Per Argustia (Nato, 1981)
- Clarinettes (Label Bleu, 1985)
- Chine (Ida, 1987)
- Chamber Music (Ida, 1989)
- Ellington on the Air (Ida, 1991)
- Rouge (ECM, 1991)
- Trio de Clarinettes: Live (Free Music Production, 1991, con Jacques Di Donato e Armand Angster)
- Acoustic Quartet (ECM, 1994)
- Carnet de Routes (Label Bleu, 1995)
- Ceux qui veillent la nuit (JMS Records, 1996)
- Danses et Autres Scenes (JMS Records, 1998)
- Suite Africaine (Label Bleu, 1999)
- L'Affrontement des Prétendants (ECM, 2001, registrato nel 1999)
- Les Violences de Rameau (ECM, 2001)
- Dans la Nuit (ECM, 2000)
- Napoli's Walls (ECM, 2002)
- Roman (Free Music Production, 2004, con Jean-Marc Montera)
- African Flashback (Label Bleu, 2005)
- Le Phare (Enja, 2005, con Bernard Struber, registrato nel 1997)
- L'Imparfait des Langues (ECM, 2007)
- La Moitie Du Monde (JMS Records, 2007)
- Lost on the Way (ECM, 2009)
- Yokohama (Intakt Records, 2009, con Aki Takase)
- Sources (ECM, 2012)
- Silk And Salt Melodies (ECM, 2014)